# 1. Zerstörerflottille (Kriegsmarine)
Die 1. Zerstörerflottille war ein militärischer Verband der deutschen Kriegsmarine im Zweiten Weltkrieg.

## Geschichte
Die 1. Zerstörerflottille wurde am 26. Oktober 1938 aufgestellt, wofür unter Auflösung der Einheiten die 1. Zerstörerdivision und Teile der 3. Zerstörerdivision herangezogen wurden. Von der Aufstellung bis 28. Oktober 1939 wurde die Flottille von Kapitän zur See Wilhelm Meisel geführt. Von ihm übernahm Korvettenkapitän Max-Eckart Wolff für einige Monate das Kommando über die Flottille. Am 5. Dezember 1939 übernahm der am 1. August 1939 zum Fregattenkapitän beförderte Fritz Antek Berger das Kommando als Flottillenchef. Die Unterstellung erfolgte unter den Führer der Zerstörer.
Der Verband nahm an verschiedenen Unternehmen in der Ostsee während des Überfalls auf Polen teil. Danach führte sie einen Handels- und Seeminenkrieg an den Zugängen zu den britischen Inseln mit durch. Der Verband war auch am Unternehmen Wikinger beteiligt. Hier bei ging der Zerstörer Z 3 Max Schultz am 22. Februar 1940 durch einen Minentreffer verloren. Der Verband war auch an der Eroberung Norwegens (Unternehmen Weserübung) beteiligt. Hierbei ging der Zerstörer Z 2 Georg Thiele verloren.
Am 18. April 1940 wurde die 1. Zerstörerflottille aufgelöst. Die übriggebliebenen Teilelemente wurden zur Aufstellung der 5. Zerstörerflottille verwendet, die Berger vom 14. August 1940 bis zum 17. Juli 1942 ebenfalls kommandierte.

## Zugehörige Einheiten
- Z 2 Georg Thiele
- Z 3 Max Schultz, am 22. Februar 1940 versenkt
- Z 4 Richard Beitzen
- Z 14 Friedrich Ihn
- Z 15 Erich Steinbrinck
- Z 16 Friedrich Eckoldt[3]